# Ехиднаэдр
| Ехиднаэдр | Ехиднаэдр                                |                    |
| --- | ---------------------------------------- | ------------------ |
| |                                          |                    |
| Группа симметрии | Икосаэдрическая (Ih)                     |                    |
| Тип | Звёздчатая форма икосаэдра               |                    |
| Обозначения | Дю Валь: H Веннинджер: W42               |                    |
| Элементы (в форме звёздчатого многогранника) | Г = 20, Р = 90 В = 60 (χ = −10)          |                    |
| Элементы (в форме созвездия икосаэдра) | Г = 180, Р = 270 В = 92 (χ = 2)          |                    |
| Свойства (как звёздчатого многогранника) | Вершино-транзитивный, гране-транзитивный |                    |
| \| Эннеаграмма ехиднаэдра \| Ядро звёздчатого многогранника \| Выпуклая оболочка \| \| ---------------------- \| ------------------------------ \| ------------------ \| \| \| Икосаэдр \| Усечённый икосаэдр \| |                                          |                    |
| Эннеаграмма ехиднаэдра | Ядро звёздчатого многогранника           | Выпуклая оболочка  |
| | Икосаэдр                                 | Усечённый икосаэдр |

Ехидна́эдр (англ. echidnahedron) — последняя звёздчатая форма икосаэдра, также называют полной или завершающей формой икосаэдра, так как она включает в себя все ячейки звёздчатой диаграммы икосаэдра.
Впервые ехиднаэдр был описан Максом Брюкнером в 1900 году. Название ехиднаэдру дал Эндрю Хьюм, опираясь на то, что его телесные углы при вершинах малы и это делает его похожим на колючего ежа или ехидну.

## Представление
На основании анализа научной литературы Бранко Грюнбаум в статье «Может ли каждая плоскость многогранника иметь много сторон?» («Can Every Face of a Polyhedron Have Many Sides?») отмечает, что существует по крайней мере три различных метода рассмотрения многогранников.
В случае ехиднаэдра это:
- объединение 180 треугольных граней;
- пересечение 20 самопересекающихся граней — эннеаграмм;
- пересечение 18-угольных звёздчатых многоугольников[4].

### В форме созвездия икосаэдра
Как простая, видимая поверхность многогранника, внешняя форма ехиднаэдра состоит из 180 треугольных граней, которые образуют 270 рёбер, которые, в свою очередь, встречаются в 92 вершинах.
Все вершины ехиднаэдра лежат на поверхности трёх концентрических сфер. Внутренняя группа из 20 вершин образует вершины правильного додекаэдра; следующий слой из 12 вершин образует вершины правильного икосаэдра; и наружный слой из 60 вершин образует вершины усечённого икосаэдра.
| Внутренняя | Средняя   | Внешняя            | Все три    |
| 20 вершин  | 12 вершин | 60 вершин          | 92 вершины |
| Додекаэдр  | Икосаэдр  | Усечённый икосаэдр | Ехиднаэдр  |
| ---------- | --------- | ------------------ | ---------- |

### В форме звёздчатого многогранника

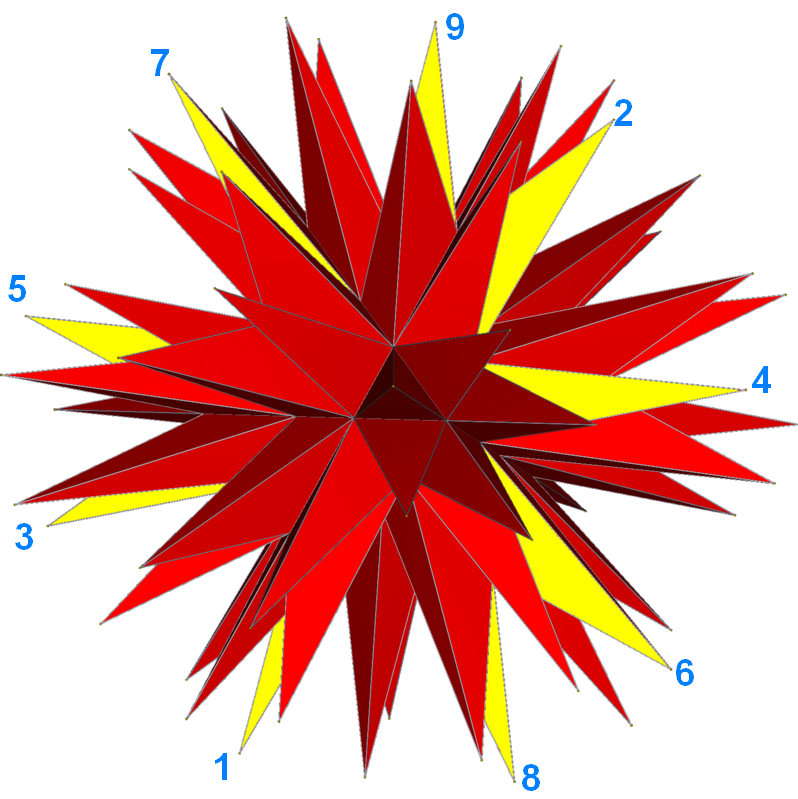
Двадцать (9/4) многоугольных граней (одна из граней обозначена жёлтым с 9-ю пронумерованными вершинами)

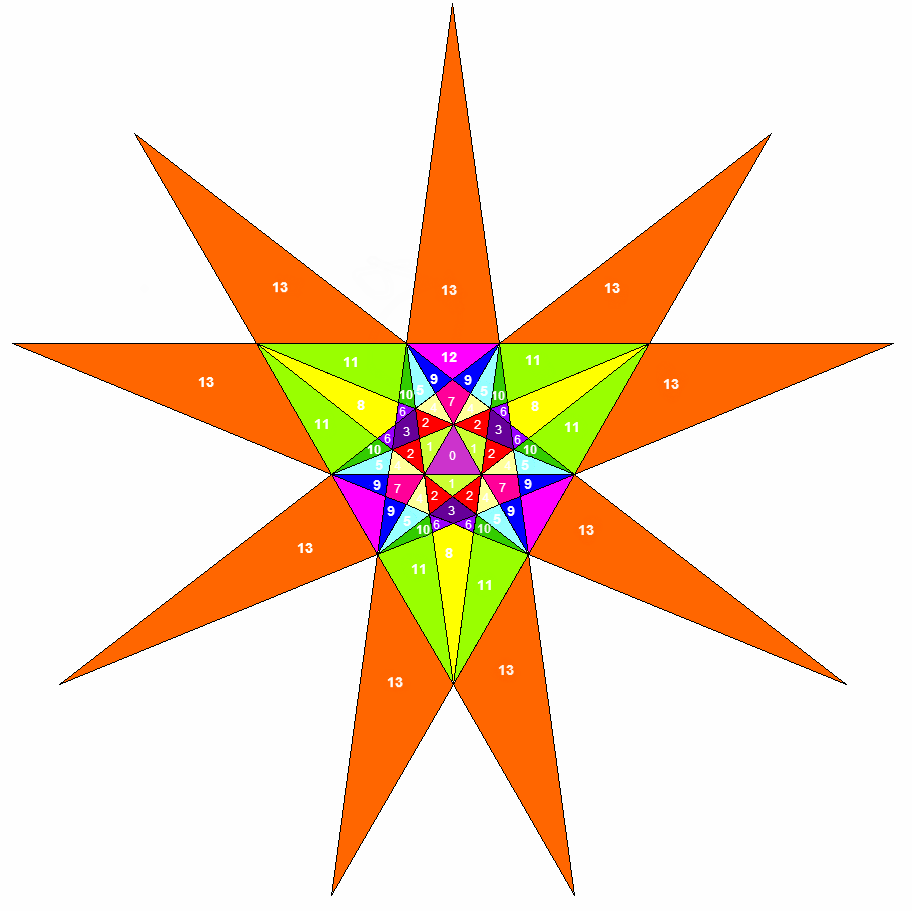
Звёздчатая диаграмма икосаэдра с пронумерованными ячейками. Ехиднаэдр образован всеми ячейками в эннеаграмме, но только внешние области, обозначенные числом «13» на диаграмме, видны

Завершающая звёздчатая форма икосаэдра также может быть рассмотрена как самопересекающийся звёздчатый многогранник, имеющий 20 граней, соответствующих 20 граням икосаэдра. Каждая грань является неправильным звёздчатым многоугольником (или эннеаграммой). Каждые три грани образуют одну вершину, поэтому ехиднаэдр имеет 20 × 9 ÷ 3 = 60 вершин (этот внешний слой вершин и образует кончики «колючки») и 20 × 9 ÷ 2 = 90 рёбер (каждое ребро звёздчатого многогранника включает 2 из 180 видимых рёбер многогранника).

### Как завершающая форма икосаэдра
Эта звёздчатая форма многогранника образуется путём присоединения к икосаэдру всех отсеков, получаемых при продлении граней икосаэдра бесконечными плоскостями. Таким образом, создается новый многогранник, ограниченный этими плоскостями как гранями, а пересечениями этих плоскостей являются рёбра. В книге «Пятьдесят девять икосаэдров» перечислены созвездия икосаэдра (включая ехиднаэдр) в соответствии с набором правил, выдвинутым Джеффри Миллером.

## Свойства

### Наименования и классификация
- Символ Дю Валя[9] ехиднаэдра — это H, поскольку он включает все ячейки в схеме созвездия, в том числе наиболее удалённый уровень - уровень «h»[10].
- В книге Магнуса Веннинджера Модели многогранников ехиднаэдр имеет индекс W42[2].
- Если бы грани ехиднаэдра являлись правильными эннаграммами, его можно было бы рассматривать как правильный многогранник с символом Шлефли {9/4,3}. Это означает, что в каждой вершине сходятся 3 грани, где каждая грань представляет собой неправильный 9/4 звёздчатый многоугольник[7].

### Характеристики
- Эйлерова характеристика ехиднаэдра равна 2[5]. Данная характеристика считается по формуле {\displaystyle \chi =\Gamma -{\hbox{P}}+{\hbox{B}},} где Г, Р и В — числа граней, рёбер и вершин соответственно.
- Если рассматривать ехиднаэдр как звёздчатый многогранник, то завершающая форма икосаэдра является благородным многогранником[англ.], так как он является равногранным (гране-транзитивным) и изогональным (вершинно-транзитивным).

### Формулы
- Если рассматривать ехиднаэдр как геометрическое тело с длинами рёбер a, Φa, Φ2a и Φ2a√2 (где Φ — золотое сечение), то площадь поверхности ехиднаэдра составляет[6]

{\displaystyle S={\frac {1}{20}}(13211+{\sqrt {174306161}})a^{2}\,,}
а объём
{\displaystyle V=(210+90{\sqrt {5}})a^{3}\,.}
- Радиусы сфер, на которых расположены вершины ехиднаэдра, находятся в соотношении[6]

{\displaystyle {\sqrt {{\frac {3}{2}}\left(3+{\sqrt {5}}\right)}}\,:\,{\sqrt {{\frac {1}{2}}\left(25+11{\sqrt {5}}\right)}}\,:\,{\sqrt {{\frac {1}{2}}\left(97+43{\sqrt {5}}\right)}}\,.}
- Тензор инерции ехиднаэдра постоянной плотности может быть представлен как диагональная матрица 3×3, элементы главной диагонали которой равны {\displaystyle \textstyle {\frac {1}{45}}\left(299+131{\sqrt {5}}\right)Ma^{2}} (где M — общая масса)[6].

## Исторический очерк
Ехиднаэдр принадлежит к звёздчатым многогранникам, которые впервые в научной литературе были описаны в 1619 году в трактате Harmonices Mundi Иоганом Кеплером. Кеплер дал математическое обоснование свойств двух типов правильных звёздчатых многогранников: малый звёздчатый додекаэдр и большой звёздчатый додекаэдр. Гораздо позже — в 1809 году — Луи Пуансо заново открыл многогранники Кеплера, а также открыл ещё два звёздчатых многогранника: большой додекаэдр и большой икосаэдр, которые теперь называют телами Кеплера — Пуансо. А в 1812 году Огюстен Коши доказал, что существует только 4 вида правильных звёздчатых многогранников.
Впервые ехиднаэдр был описан в 1900 году Максом Брюкнером в классической работе о многогранниках, озаглавленной «Многоугольники и многогранники», где помимо него были описаны ещё 9 звёздчатых форм икосаэдра. С тех пор ехиднаэдр стал появляться в работах других математиков, причём он не имел единого обозначения. В 1924 году Альберт Виллер опубликовал список 20 звёздчатых форм (22, включая копии), и в том числе ехиднаэдр.
Наиболее систематическое и полное исследование звёздчатых многогранников провели Гарольд Коксетер совместно с Патриком дю Валем, Флейзером и Джоном Петри в 1938 году в книге Пятьдесят девять икосаэдров, где они применили правила ограничения, установленные Дж. Миллером. Коксетер доказал, что существует всего 59 звёздчатых форм икосаэдра, из которых 32 обладают полной, а 27 неполной икосаэдральной симметрией. Ехиднаэдр занимает восьмое место в книге. В труде Магнуса Веннинджера, изданной в 1974 году Модели многогранников, ехиднаэдр включён как 17-я модель икосаэдра с индексом W42.

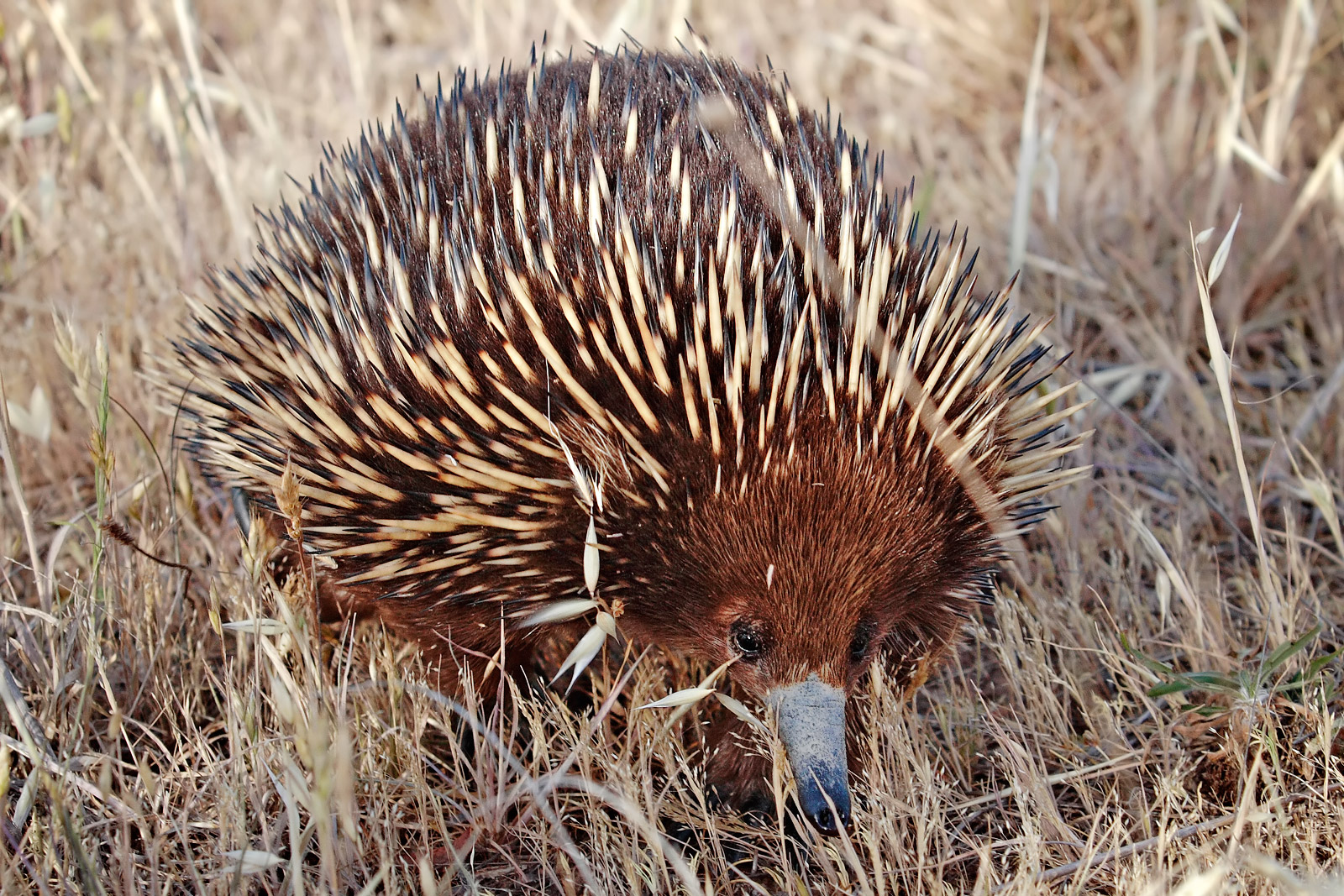
Ехидна

Современное название последней звёздчатой формы икосаэдра дал Эндрю Хьюм в 1995 году в своей базе данных Netlib как echidnahedron (ехидна, или колючий муравьед, небольшое млекопитающее, покрытое жёсткими волосами и шипами, сворачивается в клубок, чтобы защититься).

База данных Netlib охватывает все регулярные многогранники, архимедовы тела, ряд призм и антипризм, все многогранники Джонсона
(выпуклые многогранники, у которых каждая грань — правильный многоугольник) и некоторые странные многогранники, включая ехиднаэдр (моё название, на самом деле это завершающая форма икосаэдра). Оригинальный текст (англ.)"It (Netlib) covers all the regular polyhedra, archimedean solids, a number of prisms and antiprisms, and all the Johnson polyhedra (all convex polyhedra with regular polygonal faces) and some odd solids including the echidnahedron (my name; its actually the final stellation of the icosahedron)".— 